# Бабрујски рејон
Бабрујски рејон (блр. Бабруйскі раён; рус. Бобруйский райо́н) је административна јединица другог нивоа на југозападу Могиљовске области у Републици Белорусији.
Административни центар рејона је град Бабрујск који административно није део рејона и представља засебну административну целину - град обласне субординације.

## Географија
Бабрујски рејон обухвата територију површине 1.599,05 km² и на 5. је месту по величини у Могиљовској области. Граничи се са 3 рејона Могиљовске области на западу, северу и истоку (Глуски, Асиповички и Киравски), те са 4 рејона Гомељске области на југу (Рагачовски, Свјетлагорски, Жлобински и Октобарски). Рејон се од севера ка југу протеже дужином од 46 km, док је то растојање од запада ка истоку 65 km. Налази се у југозападном делу области на око 110 km од града Могиљова, односно 150 km од Минска.
У рељефном погледу рејон је део простране Централно-Беразинске равнице са надморским висинама које се крећу од 118 до 278 m. Клима је умереноконтинентална са просечним температурама у јануару од око -6,7 °C, у јулу око 18,2 °C. Просечна годишња сума падавина износи 586 mm.
Речна мреже је доста густа а најважнији водоток је река Березина са својим притокама. Око 38% територије је под шумама, углавном листопадним.

## Историја
Рејон је основан 4. августа 1927. спајањем два постојећа рејона Бабрујског 1 и Бабрујског 2.

## Демографија
Према резултатима пописа из 2009. на том подручју стално је било насељено 20.660 становника или у просеку 12,85 ст/км² (статистика не обухвата податке за подручје града Бабрујска).
Основу популације чине Белоруси (84,11%), Руси (11,94%), Украјинци (1,11%) и остали (2,84%).

### Административна подела
Административно рејон је подељен на 12 сеоских општина и на једну варошицу (Глуша). Административни центар рејона град Бабрујск је град обласне субординације и није део рејона. На подручју рејона постоји укупно 217 насељених места.

## Саобраћај
Најважније саобраћајнице које пролазе преко рејона су железнички правци Минск—Бабрујск—Гомељ и Бабрујск—Октобарски, те ауто-путеви Минск—Бабрујск—Гомељ, Слуцк—Бабрујск—Рагачов и Могиљов—Бабрујск—Мазир.

## Привреда
Најважнија привредна делатност овог рејона је пољопривреда, а посебно је развијено млечно и месно говедарство и узгој кромпира.